# Шульга Зеновія Михайлівна
Зеновія Михайлівна Шульга  (нар. 23 січня 1952, Глиняни, Львівська область, Україна) — українська мисткиня у сфері художнього текстилю, педагогиня, етнографиня, членкиня Національної спілки художників України.

## Життєпис
Зеновія Шульга (Галан) у 1969 р. закінчила львівську школу № 49, у 1974 р. — Львівську національну академію мистецтв, після чого у 1974-1981 рр. працювала на Глинянській фабриці художніх виробів «Перемога». У 1981 р. почала працювати викладачем в рідному вищі, з 1991 р. - на посаді доцента, у теперішній час - на посади професора кафедри художнього текстилю Львівської національної академії мистецтв. В період з 2000 р. по 2012 р. викладала в Сургутському коледжі культури імені А.С. Знам'янського. Член Національної спілки художників України з 1986 р.

## Творчість
За більш ніж 40 років творчості Зеновія Шульга має величезний творчий доробок, працюючи в сфері художнього текстилю. Вона відома авторка тканого одягу в етно-стилі, а також дослідниця народного текстилю, майстер ткацької справи. Її авторству належить безліч гобеленів, килимів і ліжників, які зберігаються в музеях як в Україні, так і за кордоном. Вона також займається виготовленням театральних ляльок, театральних завіс і сценічних костюмів.
| Ліві лапки | Зеновія Шульга у творенні сценічних костюмів [...] поєднує автентичність, стилізацію народних зразків та адаптує роботи до вимог сцени. А в оформленні сцени [...] виявила себе як фахівець зі створення структурних тканин, які вражають багатством фактурної поверхні, виразністю, лаконізмом, декоративністю графічної мови.... | Праві лапки |

Зокрема вона є автором театральних завіс та сценічних костюмів для Держанного заслуженого академічного народного хору імені Г. Верьовки, Львівського національного академічного театру опери та балету імені С. Крушельницької (для виконавців головних ролей у виставі «Запорожець за Дунаєм»), Національної заслуженої академічної капели України «Думка», Державного прикарпатського академічного народного хору «Верховина», «Троїсті музики» Київської філармонії, Заслуженого ансамблю танцю «Юність», а також численних самодіяльних колективів.
За етнографічні костюми для колективу Держанного заслуженого академічного народного хору імені Г. Верьовки Зеновія Шульга висувалась на здобуття Національної премії ім. Т. Шевченка:
| Ліві лапки | У створенні нового проекту сценічних костюмів художниця не обмежилась тільки стандартними декоративними засобами та прийомами. Її відношення до традицій більш творче, зумовлене іншим світобаченням та сприйняттям сучасної епохи. Будучи художником-професіоналом, автор звернулась до продовження традицій народного мистецтва. Використовуючи його форми, стиль та принципи, вона створила вироби, що характеризувались довершеністю та пластичною виразністю [...]. Наслідуючи народні традиції З.М. Шульга [...] вдало поєднала складну побудову графічного рисунку та соковитий колорит. Орнаментальні елементи виконані способом ремізного ткацтва, а оновлення засобів художньої виразності відбито у запровадженні нових мотивів та активному використанні ритмічних масштабних співвідношень. | Праві лапки |

Зеновія Шульга - ініціатор, організатор та ідейний натхненник міжнародних пленерів художнього текстилю. Понад двадцять років керує Міжнародним етномистецьким проєктом «Екологічний ракурс». Проєкт започатковано у 1996 р. акцією «Відродимо глинянський килим», а сучасну назву отримав під час Міжнародного симпозіуму художнього текстилю у Львові у 1998 р. З.М. Шульга - куратор від України XV Міжнародного трієнале тканини в Лодзі (Польща).
Лауреат Обласної премії в галузі культури, літератури, мистецтва, журналістики та архітектури, яка є найвищою премією у Львівській області, в 2021 року — за міжнародний етномистецький проєкт «Екологічний ракурс» (номінація «Декоративно-ужиткове мистецтво»).
Розпорядженням Кабінету Міністрів України від 29 вересня 2023 року призначена стипендія Кабінету Міністрів України за видатні заслуги у сфері вищої освіти.

## Виставки
Персональні виставки творів Зеновії Шульги проходили у Львові і Яремче (Україна), Торонто (Канада), Кишиневі (Молдова), Сургуті (РФ), Лодзі, Кам'яній Гурі та Карпачі (Польща).
Твори Зеновії Шульги експонувалися в рамках таких міжнародних заходів як симпозіум художнього текстилю у Молдові «ART-ELIT» в 2004, 2005 та 2008 рр., пленер художнього текстилю в Угорщині «GOLD HELIOS» в 2010 та 2012 рр., симпозіум мистецтва волокна «КОВАРИ» в Польщі впродовж 2008-2015 рр., українсько-польського проєкту «Відрізняємося одягом. Гуцульщина – традиції і сучасність» у 2012 р. та ін.

## Організаторська діяльність
- Міжнародний етномистецький проєкт «Екологічний ракурс» (з 1996 р.)
- Міжнародні пленери художнього текстилю в Карпатах (з 1998 р.)
- Цикл виставок викладацьких і студентських робіт «Вчитель і учень» (з 2010 р.)
- «Художній текстиль – традиції і сучасність» (1989-1993 рр.)
- «Відродимо глинянський килим» (1993-1996 рр.)
- Українсько-російський проєкт «Писанка» (2000, 2005, 2010 рр.)
- Українсько-російський проєкт «Родина Певних – повернення з небуття» (2008-2016 рр.)
- Українсько-польський проєкт «Економіка в культурі – культура в економіці» (2002-2013 рр.)
- Українсько-польський проєкт «Символи самоідентифікації» (2015-2016 рр.).

## Обрані друковані праці
- Текстиль, шкло, кераміка» / у співавторстві В. Данилів, О. Голубець, З. Тканко, Г. Кусько, Ю. Квасниця.
- Рукотворна тканина. Традиції та сучасність / З.М. Шульга. — Львів, 2005. — 256 с.: іл.
- До вінця: українська весільна обрядодія. – Львів, 2009. – 168 с.; іл.
- З Україною в серці. Художній розпис Марії Тимяк / З.М. Шульга. — Львів, 2012. — 128 с.: іл.